# جوردن راندال سميث
جوردن راندال سميث (بالإنجليزية: Jordan Randall Smith)‏ هو  وصحفي أمريكي، ولد في 18 نوفمبر 1982 في دالاس في الولايات المتحدة.

## وصلات خارجية
- الموقع الرسمي
- جوردن راندال سميث على موقع ميوزك برينز (الإنجليزية)
- جوردن راندال سميث على موقع أول ميوزيك (الإنجليزية)
- جوردن راندال سميث على موقع ديسكوغز (الإنجليزية)
- جوردن راندال سميث على موقع ديسكوغز (الإنجليزية)